# Badlands (videogioco 1984)
Badlands è un videogioco arcade basato su filmati in Laserdisc pubblicato nel 1984 dalla Konami. È costituito da sequenze di cartoni animati, di ambientazione western con anche elementi soprannaturali. Il giocatore controlla il pistolero Buck impegnato nella vendetta contro una serie di fuorilegge, e deve servirsi di un solo grosso pulsante per sparare con tempismo.
L'apparecchio si basa su un lettore di Laserdisc Pioneer LD-V1000 ed è l'unico gioco di questo genere prodotto dalla Konami.
Ne venne pubblicata anche una versione domestica per il sistema MSX Palcom, basato su computer MSX con lettore di Laserdisc.